# Laotrichia cuccodoroi
Laotrichia cuccodoroi är en skalbaggsart som beskrevs av Keith 2007. Laotrichia cuccodoroi ingår i släktet Laotrichia och familjen Melolonthidae. Inga underarter finns listade i Catalogue of Life.